# Élections cantonales de 2008 en Ille-et-Vilaine
Les élections cantonales françaises de 2008 ont eu lieu les 11 et 18 mars 2008, conjointement avec les élections municipales.

## Contexte départemental

### Assemblée départementale sortante
Avant les élections, le conseil général d'Ille-et-Vilaine est présidé par le Parti socialiste. 
Il comprend 53 conseillers généraux issus des 53 cantons d'Ille-et-Vilaine, 26 d'entre eux sont renouvelables lors de ces élections.
| Parti                                  | Sigle | Élus |
| -------------------------------------- | ----- | ---- |
| Majorité (30 sièges)                   |       |      |
| Parti socialiste                       | PS    | 19   |
| Divers gauche                          | DVG   | 8    |
| Parti radical de gauche                | PRG   | 3    |
| Opposition (23 sièges)                 |       |      |
| Union pour un mouvement populaire      | UMP   | 12   |
| Divers droite                          | DVD   | 10   |
| App.Union pour la démocratie française | UDF   | 1    |
| Président du conseil général           |       |      |
| Jean-Louis Tourenne (PS)               |       |      |

## Résultats à l'échelle du département
| Partis politiques ou coalitions | Partis politiques ou coalitions   | Premier tour | Premier tour | Premier tour | Second tour | Second tour | Second tour | Total |
| Partis politiques ou coalitions | Partis politiques ou coalitions   | Voix         | %            | Sièges       | Voix        | %           | Sièges      | Total |
| ------------------------------- | --------------------------------- | ------------ | ------------ | ------------ | ----------- | ----------- | ----------- | ----- |
|                                 | Parti socialiste                  | 48 695       | 22,12        | 1            | 41 108      | 35,33       | 5           | 6     |
|                                 | Divers gauche                     | 23 611       | 10,72        | 1            | 13 364      | 11,49       | 4           | 5     |
|                                 | Parti communiste français         | 13 335       | 6,06         | 0            |             |             |             |       |
|                                 | Parti radical de gauche           | 17 961       | 8,16         | 1            | 15 868      | 13,64       | 3           | 4     |
|                                 | Les Verts                         | 9 457        | 4,30         | 0            |             |             |             |       |
|                                 | Union démocratique bretonne       | 1 743        | 0,79         | 0            |             |             |             |       |
|                                 | Gauche parlementaire              | 114 802      | 52,15        | 3            | 70 340      | 60,46       | 12          | 15    |
|                                 |                                   |              |              |              |             |             |             |       |
|                                 | Union pour un mouvement populaire | 52 299       | 23,76        | 4            | 25 306      | 21,75       | 1           | 5     |
|                                 | Divers droite                     | 36 745       | 16,69        | 3            | 10 475      | 9,00        | 1           | 4     |
|                                 | Mouvement démocrate               | 13 345       | 6,06         | 0            | 10 225      | 8,79        | 2           | 2     |
|                                 | Droite parlementaire              | 102 389      | 46,51        | 7            | 46 006      | 39,54       | 4           | 11    |
|                                 |                                   |              |              |              |             |             |             |       |
|                                 | Front national                    | 1 873        | 0,85         |              |             |             |             |       |
|                                 | Extrême-gauche                    | 1 095        | 0,50         |              |             |             |             |       |
|                                 |                                   |              |              |              |             |             |             |       |
| Inscrits                        | Inscrits                          | 341 668      | 100,00       |              | 212 236     | 100,00      |             |       |
| Abstentions                     | Abstentions                       | 113 635      | 33,26        |              | 91 534      | 43,13       |             |       |
| Votants                         | Votants                           | 228 033      | 66,74        |              | 120 702     | 56,87       |             |       |
| Blancs et nuls                  | Blancs et nuls                    | 7 874        | 3,45         |              | 4 356       | 3,61        |             |       |
| Exprimés                        | Exprimés                          | 220 159      | 96,55        |              | 116 346     | 96,39       |             |       |

### Résultats en nombre de sièges
| Parti   | Sièges mis en jeu | Élus | Évolution |
| ------- | ----------------- | ---- | --------- |
| PS      | 9                 | 11   | +2        |
| DVD     | 2                 | 0    | -2        |
| App.UDF | 1                 | 1    | =         |
| PRG     | 2                 | 4    | +2        |
| UMP     | 11                | 7    | -4        |
| MoDem   | 1                 | 3    | +2        |

### Assemblée départementale à l'issue des élections
| Parti                             | Sigle | Élus |
| --------------------------------- | ----- | ---- |
| Majorité (35 sièges)              |       |      |
| Parti socialiste                  | PS    | 21   |
| Divers gauche                     | DVG   | 8    |
| Parti radical de gauche           | PRG   | 5    |
| Mouvement démocrate               | MoDem | 1    |
| Opposition (18 sièges)            |       |      |
| Union pour un mouvement populaire | UMP   | 6    |
| Alliance centriste                | AC    | 5    |
| Divers droite                     | DVD   | 5    |
| Mouvement démocrate               | MoDem | 1    |
| Nouveau Centre                    | NC    | 1    |
| Président du conseil général      |       |      |
| Jean-Louis Tourenne (PS)          |       |      |

### Liste des élus
| Canton                        | Conseiller sortant   | Parti | Parti | Conseiller élu        | Parti | Parti   |
| ----------------------------- | -------------------- | ----- | ----- | --------------------- | ----- | ------- |
| Antrain                       | Daniel Prévost       |       | UMP   | Henri Rault           |       | DVG     |
| Argentré-du-Plessis           | Émile Blandeau       |       | UMP   | Émile Blandeau        |       | UMP     |
| Betton                        | Michel Gautier       |       | PS    | Michel Gautier        |       | PS      |
| Châteaugiron                  | Louis Hubert         |       | UMP   | Louis Hubert          |       | UMP     |
| Châteauneuf-d'Ille-et-Vilaine | Jean-Francis Richeux |       | DVD   | Jean-Francis Richeux  |       | DVD     |
| Dinard                        | Charles Thépaut      |       | DVD   | Michel Penhoët        |       | PRG     |
| Dol-de-Bretagne               | Joseph Gardan        |       | UMP   | Jean-Luc Bourgeaux    |       | UMP     |
| Fougères-Nord                 | Louis Feuvrier       |       | DVG   | Louis Feuvrier        |       | DVG     |
| Guichen                       | Marcel Hamel         |       | DVG   | Jean-Pierre Letournel |       | app. PS |
| Janzé                         | Paul Chaussée        |       | UMP   | Jean-Marc Lecerf      |       | MoDem   |
| La Guerche-de-Bretagne        | Michel Theudes       |       | UMP   | Pierre Després        |       | DVD     |
| Maure-de-Bretagne             | Marcel Joly          |       | UDF   | Pierre-Yves Reboux    |       | MoDem   |
| Montauban-de-Bretagne         | Marie Daugan         |       | UMP   | Marie Daugan          |       | UMP     |
| Montfort-sur-Meu              | Victor Préauchat     |       | PS    | Christophe Martins    |       | PRG     |
| Mordelles                     | Christian Le Maout   |       | PS    | Jean-Luc Chenut       |       | PS      |
| Redon                         | Dominique Julaud     |       | DVD   | Dominique Julaud      |       | DVD     |
| Rennes-Bréquigny              | François Richou      |       | PS    | François Richou       |       | PS      |
| Rennes-Centre-Sud             | Jeannine Huon        |       | PS    | Jeannine Huon         |       | PS      |
| Rennes-Nord-Est               | Yves Préault         |       | PS    | Yves Préault          |       | PS      |
| Rennes-Nord-Ouest             | Philippe Rouault     |       | UMP   | François André        |       | PS      |
| Rennes-Sud-Ouest              | Daniel Delaveau      |       | PS    | Gaëlle Andro          |       | PS      |
| Saint-Aubin-du-Cormier        | Jean Taillandier     |       | PRG   | Jean Taillandier      |       | PRG     |
| Saint-Malo-Nord               | Catherine Jacquemin  |       | DVD   | Catherine Jacquemin   |       | DVD     |
| Saint-Méen-le-Grand           | Maurice Théaud       |       | UMP   | Armel Jalu            |       | PS      |
| Tinténiac                     | André Lefeuvre       |       | PRG   | André Lefeuvre        |       | PRG     |
| Vitré-Est                     | Joseph Prodhomme     |       | UDF   | Isabelle Le Callennec |       | UMP     |

## Résultats par canton

### Canton d'Antrain
| Candidats      | Candidats        | Étiquette      | Premier tour | Premier tour | Second tour | Second tour |
| Candidats      | Candidats        | Étiquette      | Voix         | %            | Voix        | %           |
| -------------- | ---------------- | -------------- | ------------ | ------------ | ----------- | ----------- |
|                | Henri Rault      | App. PS        | 2 217        | 43,71        | 2 668       | 56,02       |
|                | Daniel Prévost * | UMP            | 1 919        | 37,84        | 2 095       | 43,98       |
|                | Emmanuel Houdus  | DVD            | 645          | 12,72        |             |             |
|                | Pascal Laizé     | Emgann - LCR   | 291          | 5,74         |             |             |
|                |                  |                |              |              |             |             |
| Inscrits       | Inscrits         | Inscrits       | 6 805        | 100,00       | 6 805       | 100,00      |
| Abstention     | Abstention       | Abstention     | 1 495        | 21,97        | 1 843       | 27,08       |
| Votants        | Votants          | Votants        | 5 310        | 78,03        | 4 962       | 72,92       |
| Blancs et nuls | Blancs et nuls   | Blancs et nuls | 238          | 4,48         | 199         | 4,01        |
| Exprimés       | Exprimés         | Exprimés       | 5 072        | 95,52        | 4 763       | 95,99       |

*sortant

### Canton d'Argentré-du-Plessis
| Candidats      | Candidats           | Étiquette      | Premier tour | Premier tour |
| Candidats      | Candidats           | Étiquette      | Voix         | %            |
| -------------- | ------------------- | -------------- | ------------ | ------------ |
|                | Émile Blandeau *    | UMP            | 4 084        | 60,90        |
|                | Hervé Utard         | PS             | 2 241        | 33,42        |
|                | Gilles Le Guevellou | PCF            | 381          | 5,68         |
|                |                     |                |              |              |
| Inscrits       | Inscrits            | Inscrits       | 10 047       | 100,00       |
| Abstention     | Abstention          | Abstention     | 2 867        | 28,54        |
| Votants        | Votants             | Votants        | 7 180        | 71,46        |
| Blancs et nuls | Blancs et nuls      | Blancs et nuls | 474          | 6,60         |
| Exprimés       | Exprimés            | Exprimés       | 6 706        | 93,40        |

*sortant

### Canton de Betton
Philippe Tourtelier PS, élu depuis 1994 ne se représente pas.
| Candidats      | Candidats           | Étiquette      | Premier tour | Premier tour |
| Candidats      | Candidats           | Étiquette      | Voix         | %            |
| -------------- | ------------------- | -------------- | ------------ | ------------ |
|                | Michel Gautier      | PS (*)         | 6 323        | 51,79        |
|                | Matthieu Guillemin  | UMP            | 3 917        | 32,08        |
|                | Thierry Anneix      | Les Verts      | 1 449        | 11,87        |
|                | Florian L'Hotellier | PCF            | 520          | 4,26         |
|                |                     |                |              |              |
| Inscrits       | Inscrits            | Inscrits       | 18 803       | 100,00       |
| Abstention     | Abstention          | Abstention     | 6 225        | 33,11        |
| Votants        | Votants             | Votants        | 12 578       | 66,89        |
| Blancs et nuls | Blancs et nuls      | Blancs et nuls | 369          | 2,93         |
| Exprimés       | Exprimés            | Exprimés       | 12 209       | 97,07        |

*sortant

### Canton de Chateaugiron
| Candidats      | Candidats           | Étiquette      | Premier tour | Premier tour |
| Candidats      | Candidats           | Étiquette      | Voix         | %            |
| -------------- | ------------------- | -------------- | ------------ | ------------ |
|                | Louis Hubert *      | UMP            | 6 534        | 55,12        |
|                | Jacqueline Poussier | App. PS        | 3 944        | 33,27        |
|                | Geneviève Lespagnol | PCF            | 789          | 6,66         |
|                | Thierry Le Béherec  | Adsav          | 588          | 4,96         |
|                |                     |                |              |              |
| Inscrits       | Inscrits            | Inscrits       | 18 347       | 100,00       |
| Abstention     | Abstention          | Abstention     | 6 000        | 32,70        |
| Votants        | Votants             | Votants        | 12 347       | 67,30        |
| Blancs et nuls | Blancs et nuls      | Blancs et nuls | 492          | 3,98         |
| Exprimés       | Exprimés            | Exprimés       | 11 855       | 96,02        |

*sortant

### Canton de Châteauneuf-d'Ille-et-Vilaine
| Candidats      | Candidats              | Étiquette      | Premier tour | Premier tour |
| Candidats      | Candidats              | Étiquette      | Voix         | %            |
| -------------- | ---------------------- | -------------- | ------------ | ------------ |
|                | Jean-Francis Richeux * | App. UDF       | 4 085        | 61,13        |
|                | Joël Masseron          | DVD            | 1 273        | 19,05        |
|                | Christian Hamerel      | PS             | 1 024        | 15,32        |
|                | Marc Forest            | PCF            | 300          | 4,49         |
|                |                        |                |              |              |
| Inscrits       | Inscrits               | Inscrits       | 9 519        | 100,00       |
| Abstention     | Abstention             | Abstention     | 2 587        | 27,18        |
| Votants        | Votants                | Votants        | 6 932        | 72,82        |
| Blancs et nuls | Blancs et nuls         | Blancs et nuls | 250          | 3,61         |
| Exprimés       | Exprimés               | Exprimés       | 6 682        | 96,39        |

*sortant

### Canton de Dinard
| Candidats      | Candidats           | Étiquette      | Premier tour | Premier tour | Second tour | Second tour |
| Candidats      | Candidats           | Étiquette      | Voix         | %            | Voix        | %           |
| -------------- | ------------------- | -------------- | ------------ | ------------ | ----------- | ----------- |
|                | Michel Penhouët     | PRG            | 4 806        | 36,70        | 6 862       | 59,20       |
|                | Jean-Michel Raynard | UMP            | 3 182        | 24,30        | 4 729       | 40,80       |
|                | Gérard Legrand      | DVD            | 2 918        | 22,28        | Retrait     | Retrait     |
|                | Claude Pondemer     | PCF            | 1 585        | 12,10        |             |             |
|                | Patrick Le Guillou  | FN             | 605          | 4,62         |             |             |
|                |                     |                |              |              |             |             |
| Inscrits       | Inscrits            | Inscrits       | 20 205       | 100,00       | 20 205      | 100,00      |
| Abstention     | Abstention          | Abstention     | 6 767        | 33,49        | 8 076       | 39,97       |
| Votants        | Votants             | Votants        | 13 438       | 66,51        | 12 129      | 72,92       |
| Blancs et nuls | Blancs et nuls      | Blancs et nuls | 342          | 2,55         | 538         | 4,44        |
| Exprimés       | Exprimés            | Exprimés       | 13 096       | 97,45        | 11 591      | 95,56       |

### Canton de Dol-de-Bretagne
| Candidats      | Candidats            | Étiquette      | Premier tour | Premier tour |
| Candidats      | Candidats            | Étiquette      | Voix         | %            |
| -------------- | -------------------- | -------------- | ------------ | ------------ |
|                | Jean-Luc Bourgeaux * | UMP            | 3 750        | 53,96        |
|                | Joëlle Truffet       | App. PS        | 2 070        | 29,78        |
|                | Solenn Hallou        | PCF            | 461          | 6,63         |
|                | Fabien Lesguer       | LCR            | 391          | 5,63         |
|                | Padrig Montauzier    | Adsav          | 278          | 4,00         |
|                |                      |                |              |              |
| Inscrits       | Inscrits             | Inscrits       | 10 033       | 100,00       |
| Abstention     | Abstention           | Abstention     | 2 785        | 27,76        |
| Votants        | Votants              | Votants        | 7 248        | 72,24        |
| Blancs et nuls | Blancs et nuls       | Blancs et nuls | 298          | 4,11         |
| Exprimés       | Exprimés             | Exprimés       | 6 950        | 95,89        |

*sortant

### Canton de Fougères-Nord
| Candidats      | Candidats        | Étiquette      | Premier tour | Premier tour |
| Candidats      | Candidats        | Étiquette      | Voix         | %            |
| -------------- | ---------------- | -------------- | ------------ | ------------ |
|                | Louis Feuvrier * | App. PS        | 5 568        | 51,11        |
|                | André Philipot   | App. UMP       | 3 505        | 32,17        |
|                | Jean-Marc Weiler | Verts          | 835          | 7,66         |
|                | Françoise Payen  | PCF            | 574          | 5,27         |
|                | Françoise Dubu   | LCR            | 413          | 3,79         |
|                |                  |                |              |              |
| Inscrits       | Inscrits         | Inscrits       | 16 945       | 100,00       |
| Abstention     | Abstention       | Abstention     | 5 586        | 32,97        |
| Votants        | Votants          | Votants        | 11 359       | 67,03        |
| Blancs et nuls | Blancs et nuls   | Blancs et nuls | 464          | 4,08         |
| Exprimés       | Exprimés         | Exprimés       | 10 895       | 95,92        |

*sortant

### Canton de La Guerche-de-Bretagne
| Candidats      | Candidats        | Étiquette      | Premier tour | Premier tour |
| Candidats      | Candidats        | Étiquette      | Voix         | %            |
| -------------- | ---------------- | -------------- | ------------ | ------------ |
|                | Pierre Desprès   | App. UMP       | 3 497        | 60,17        |
|                | Michel Theudes * | UMP            | 1 443        | 24,83        |
|                | Aurélien Guillot | PCF            | 471          | 8,10         |
|                | Élie Robert      | PS             | 401          | 6,90         |
|                |                  |                |              |              |
| Inscrits       | Inscrits         | Inscrits       | 8 598        | 100,00       |
| Abstention     | Abstention       | Abstention     | 2 495        | 29,02        |
| Votants        | Votants          | Votants        | 6 103        | 70,98        |
| Blancs et nuls | Blancs et nuls   | Blancs et nuls | 291          | 4,77         |
| Exprimés       | Exprimés         | Exprimés       | 5 812        | 95,23        |

*sortant

### Canton de Guichen
| Candidats      | Candidats               | Étiquette      | Premier tour | Premier tour | Second tour | Second tour |
| Candidats      | Candidats               | Étiquette      | Voix         | %            | Voix        | %           |
| -------------- | ----------------------- | -------------- | ------------ | ------------ | ----------- | ----------- |
|                | Jean-Pierre Letournel * | PS             | 5 339        | 45,31        | 5 627       | 60,66       |
|                | Gérard Lautretre        | DVD            | 3 310        | 28,09        | 3 649       | 39,34       |
|                | Carole Godard           | MoDem          | 1 384        | 11,75        |             |             |
|                | Romain Hipeau           | PCF            | 1 050        | 8,91         |             |             |
|                | Claude Jouault          | FN             | 699          | 5,93         |             |             |
|                |                         |                |              |              |             |             |
| Inscrits       | Inscrits                | Inscrits       | 18 317       | 100,00       | 18 317      | 100,00      |
| Abstention     | Abstention              | Abstention     | 6 041        | 32,98        | 8 712       | 47,56       |
| Votants        | Votants                 | Votants        | 12 276       | 67,02        | 9 605       | 52,44       |
| Blancs et nuls | Blancs et nuls          | Blancs et nuls | 494          | 4,02         | 329         | 3,43        |
| Exprimés       | Exprimés                | Exprimés       | 11 782       | 95,98        | 9 276       | 96,57       |

*sortant

### Canton de Janzé
| Candidats      | Candidats        | Étiquette      | Premier tour | Premier tour | Second tour | Second tour |
| Candidats      | Candidats        | Étiquette      | Voix         | %            | Voix        | %           |
| -------------- | ---------------- | -------------- | ------------ | ------------ | ----------- | ----------- |
|                | Paul Chaussée *  | UMP            | 2 694        | 34,67        | Retrait     | Retrait     |
|                | Bernard Jamet    | PS             | 2 455        | 31,60        | 3 126       | 49,03       |
|                | Jean-Marc Lecerf | MoDem          | 1 207        | 15,53        | 3 250       | 50,97       |
|                | Pascal Mere      | PRG            | 919          | 11,83        |             |             |
|                | Sylvie Larue     | PCF            | 495          | 6,37         |             |             |
|                |                  |                |              |              |             |             |
| Inscrits       | Inscrits         | Inscrits       | 10 935       | 100,00       | 10 935      | 100,00      |
| Abstention     | Abstention       | Abstention     | 2 870        | 26,25        | 4 347       | 39,75       |
| Votants        | Votants          | Votants        | 8 065        | 73,75        | 6 588       | 60,25       |
| Blancs et nuls | Blancs et nuls   | Blancs et nuls | 295          | 3,66         | 212         | 3,22        |
| Exprimés       | Exprimés         | Exprimés       | 7 770        | 96,34        | 6 376       | 96,78       |

*sortant

### Canton de Maure-de-Bretagne
| Candidats      | Candidats          | Étiquette      | Premier tour | Premier tour | Second tour | Second tour |
| Candidats      | Candidats          | Étiquette      | Voix         | %            | Voix        | %           |
| -------------- | ------------------ | -------------- | ------------ | ------------ | ----------- | ----------- |
|                | Pierre-Yves Reboux | MoDem          | 1 648        | 37,59        | 2 097       | 51,47       |
|                | Roger Morazin      | PS             | 1 432        | 32,66        | 1 977       | 48,53       |
|                | Marcel Joly *      | DVD            | 1 115        | 25,43        | Retrait     | Retrait     |
|                | Patrick Bremand    | PCF            | 189          | 4,31         |             |             |
|                |                    |                |              |              |             |             |
| Inscrits       | Inscrits           | Inscrits       | 5 799        | 100,00       | 5 799       | 100,00      |
| Abstention     | Abstention         | Abstention     | 1 264        | 21,81        | 1 508       | 26,00       |
| Votants        | Votants            | Votants        | 4 535        | 78,19        | 4 291       | 74,00       |
| Blancs et nuls | Blancs et nuls     | Blancs et nuls | 151          | 3,33         | 217         | 5,06        |
| Exprimés       | Exprimés           | Exprimés       | 4 384        | 96,67        | 4 074       | 94,94       |

*sortant

### Canton de Montauban-de-Bretagne
| Candidats      | Candidats        | Étiquette      | Premier tour | Premier tour |
| Candidats      | Candidats        | Étiquette      | Voix         | %            |
| -------------- | ---------------- | -------------- | ------------ | ------------ |
|                | Marie Daugan *   | UMP            | 3 686        | 66,15        |
|                | Martine Frappin  | PS             | 1479         | 26,54        |
|                | Benoît Montabone | PCF            | 407          | 7,30         |
|                |                  |                |              |              |
| Inscrits       | Inscrits         | Inscrits       | 7 567        | 100,00       |
| Abstention     | Abstention       | Abstention     | 1 802        | 23,81        |
| Votants        | Votants          | Votants        | 5 765        | 76,19        |
| Blancs et nuls | Blancs et nuls   | Blancs et nuls | 193          | 3,35         |
| Exprimés       | Exprimés         | Exprimés       | 5 572        | 96,65        |

*sortant

### Canton de Montfort-sur-Meu
Victor Préauchat (PS), élu depuis 1988, ne se représente pas.
| Candidats      | Candidats          | Étiquette      | Premier tour | Premier tour | Second tour | Second tour |
| Candidats      | Candidats          | Étiquette      | Voix         | %            | Voix        | %           |
| -------------- | ------------------ | -------------- | ------------ | ------------ | ----------- | ----------- |
|                | Christophe Martins | App.PRG        | 4 836        | 36,99        | 6 048       | 53,47       |
|                | Claudia Rouaux     | PS (*)         | 4 812        | 36,81        | 5 263       | 46,53       |
|                | Laurent Thomas     | MoDem          | 1 685        | 12,85        |             |             |
|                | Yves Sauvage       | Verts          | 1 187        | 9,08         |             |             |
|                | Alfred Legros      | PCF            | 554          | 4,24         |             |             |
|                |                    |                |              |              |             |             |
| Inscrits       | Inscrits           | Inscrits       | 19 527       | 100,00       | 19 527      | 100,00      |
| Abstention     | Abstention         | Abstention     | 5 988        | 30,67        | 7 801       | 39,95       |
| Votants        | Votants            | Votants        | 13 539       | 69,33        | 11 726      | 60,05       |
| Blancs et nuls | Blancs et nuls     | Blancs et nuls | 465          | 3,43         | 415         | 3,54        |
| Exprimés       | Exprimés           | Exprimés       | 13 074       | 96,57        | 11 311      | 96,46       |

### Canton de Mordelles
Christian Le Maout (PS), élu depuis 1989, ne se représente pas.
| Candidats      | Candidats          | Étiquette      | Premier tour | Premier tour | Second tour | Second tour |
| Candidats      | Candidats          | Étiquette      | Voix         | %            | Voix        | %           |
| -------------- | ------------------ | -------------- | ------------ | ------------ | ----------- | ----------- |
|                | Jean-Luc Chenut    | PS (*)         | 6 348        | 46,96        | 6 168       | 57,77       |
|                | Loïc Blin          | UMP            | 4 523        | 33,46        | 4 509       | 42,23       |
|                | Jean-Paul Pincemin | MoDem          | 1 800        | 13,32        |             |             |
|                | André Latreille    | PCF            | 847          | 6,27         |             |             |
|                |                    |                |              |              |             |             |
| Inscrits       | Inscrits           | Inscrits       | 20 121       | 100,00       | 20 121      | 100,00      |
| Abstention     | Abstention         | Abstention     | 6 121        | 30,42        | 9 192       | 45,68       |
| Votants        | Votants            | Votants        | 14 000       | 69,58        | 10 929      | 54,32       |
| Blancs et nuls | Blancs et nuls     | Blancs et nuls | 482          | 3,44         | 252         | 2,31        |
| Exprimés       | Exprimés           | Exprimés       | 13 518       | 96,56        | 10 677      | 97,69       |

### Canton de Redon
| Candidats      | Candidats            | Étiquette      | Premier tour | Premier tour | Second tour | Second tour |
| Candidats      | Candidats            | Étiquette      | Voix         | %            | Voix        | %           |
| -------------- | -------------------- | -------------- | ------------ | ------------ | ----------- | ----------- |
|                | Dominique Julaud *   | App.MoDem      | 3 123        | 35,31        | 4 337       | 60,52       |
|                | Vincent Bourguet     | App.UMP        | 2 733        | 30,90        | Retrait     | Retrait     |
|                | Jean-François Guérin | PS             | 2 565        | 29,00        | 2 829       | 39,48       |
|                | Wilfried Lunel       | PCF            | 424          | 4,79         |             |             |
|                |                      |                |              |              |             |             |
| Inscrits       | Inscrits             | Inscrits       | 13 353       | 100,00       | 13 353      | 100,00      |
| Abstention     | Abstention           | Abstention     | 4 309        | 32,27        | 6 033       | 45,18       |
| Votants        | Votants              | Votants        | 9 044        | 67,73        | 7 320       | 54,72       |
| Blancs et nuls | Blancs et nuls       | Blancs et nuls | 199          | 2,20         | 154         | 2,10        |
| Exprimés       | Exprimés             | Exprimés       | 8 845        | 97,80        | 7 166       | 97,90       |

*sortant

### Canton de Rennes-Nord-Ouest
| Candidats      | Candidats           | Étiquette      | Premier tour | Premier tour | Second tour | Second tour |
| Candidats      | Candidats           | Étiquette      | Voix         | %            | Voix        | %           |
| -------------- | ------------------- | -------------- | ------------ | ------------ | ----------- | ----------- |
|                | Philippe Rouault *  | UMP            | 4 235        | 42,06        | 4 472       | 48,64       |
|                | François André      | PS             | 3 405        | 33,82        | 4 723       | 51,36       |
|                | Nicole Kiil-Nielsen | Verts          | 919          | 9,13         |             |             |
|                | Christophe Schoen   | MoDem          | 627          | 6,23         |             |             |
|                | Yannick Nadesan     | PCF            | 611          | 6,07         |             |             |
|                | Philippe Pommier    | MPF            | 272          | 2,70         |             |             |
|                |                     |                |              |              |             |             |
| Inscrits       | Inscrits            | Inscrits       | 16 826       | 100,00       | 16 826      | 100,00      |
| Abstention     | Abstention          | Abstention     | 6 534        | 38,83        | 7 373       | 43,82       |
| Votants        | Votants             | Votants        | 10 292       | 61,17        | 9 453       | 56,18       |
| Blancs et nuls | Blancs et nuls      | Blancs et nuls | 223          | 2,17         | 258         | 2,73        |
| Exprimés       | Exprimés            | Exprimés       | 10 069       | 97,83        | 9 195       | 97,27       |

*sortant

### Canton de Rennes-Nord-Est
| Candidats      | Candidats         | Étiquette      | Premier tour | Premier tour | Second tour | Second tour |
| Candidats      | Candidats         | Étiquette      | Voix         | %            | Voix        | %           |
| -------------- | ----------------- | -------------- | ------------ | ------------ | ----------- | ----------- |
|                | Yves Préault *    | PS             | 2 687        | 48,18        | 3 269       | 61,48       |
|                | Bertrand Plouvier | UMP            | 1 844        | 33,06        | 2 048       | 38,52       |
|                | Solène Raude      | Verts          | 572          | 10,26        |             |             |
|                | Jean-Michel Héry  | PCF            | 338          | 6,06         |             |             |
|                | Éliane Leclercq   | UDB            | 136          | 2,44         |             |             |
|                |                   |                |              |              |             |             |
| Inscrits       | Inscrits          | Inscrits       | 10 576       | 100,00       | 10 576      | 100,00      |
| Abstention     | Abstention        | Abstention     | 4 881        | 46,15        | 5 069       | 47,93       |
| Votants        | Votants           | Votants        | 5 695        | 53,85        | 5 507       | 52,07       |
| Blancs et nuls | Blancs et nuls    | Blancs et nuls | 118          | 2,07         | 190         | 3,45        |
| Exprimés       | Exprimés          | Exprimés       | 5 577        | 97,93        | 5 317       | 96,55       |

*sortant

### Canton de Rennes-Centre-Sud
| Candidats      | Candidats             | Étiquette      | Premier tour | Premier tour | Second tour | Second tour |
| Candidats      | Candidats             | Étiquette      | Voix         | %            | Voix        | %           |
| -------------- | --------------------- | -------------- | ------------ | ------------ | ----------- | ----------- |
|                | Jeaninne Huon *       | PS             | 2 520        | 45,23        | 3 478       | 66,36       |
|                | Chrystèle Jouffe      | UMP            | 1 579        | 28,59        | 1 763       | 33,64       |
|                | Gaël Turbe            | Verts          | 861          | 15,59        |             |             |
|                | Éric Houguet          | PCF            | 337          | 6,10         |             |             |
|                | Jean-François Monnier | UDB            | 129          | 2,34         |             |             |
|                | Alexandre Noury       | S&P            | 97           | 1,76         |             |             |
|                |                       |                |              |              |             |             |
| Inscrits       | Inscrits              | Inscrits       | 9 883        | 100,00       | 9 883       | 100,00      |
| Abstention     | Abstention            | Abstention     | 4 205        | 42,55        | 4 418       | 44,70       |
| Votants        | Votants               | Votants        | 5 678        | 57,45        | 5 465       | 55,30       |
| Blancs et nuls | Blancs et nuls        | Blancs et nuls | 155          | 2,73         | 224         | 4,10        |
| Exprimés       | Exprimés              | Exprimés       | 5 523        | 97,27        | 5 241       | 95,90       |

*sortant

### Canton de Rennes-Sud-Ouest
Daniel Delaveau PS, élu depuis 1994 ne se représente pas.
| Candidats      | Candidats         | Étiquette      | Premier tour | Premier tour | Second tour | Second tour |
| Candidats      | Candidats         | Étiquette      | Voix         | %            | Voix        | %           |
| -------------- | ----------------- | -------------- | ------------ | ------------ | ----------- | ----------- |
|                | Gaëlle Andro      | PS (*)         | 4 370        | 41,36        | 6 170       | 64,45       |
|                | Guillaume Baudet  | UMP            | 2 323        | 21,99        | 3 403       | 35,55       |
|                | Daniel Salmon     | Verts          | 1 532        | 14,50        |             |             |
|                | Yannick Le Moing  | DVD-GE         | 1 322        | 12,51        |             |             |
|                | Christian Benoist | PCF            | 1 019        | 9,64         |             |             |
|                |                   |                |              |              |             |             |
| Inscrits       | Inscrits          | Inscrits       | 19 431       | 100,00       | 19 431      | 100,00      |
| Abstention     | Abstention        | Abstention     | 8 526        | 43,88        | 9 588       | 49,34       |
| Votants        | Votants           | Votants        | 10 815       | 56,12        | 9 843       | 50,64       |
| Blancs et nuls | Blancs et nuls    | Blancs et nuls | 249          | 2,30         | 270         | 2,74        |
| Exprimés       | Exprimés          | Exprimés       | 10 566       | 97,70        | 9 573       | 97,26       |

### Canton de Rennes-Bréquigny
| Candidats      | Candidats            | Étiquette      | Premier tour | Premier tour | Second tour | Second tour |
| Candidats      | Candidats            | Étiquette      | Voix         | %            | Voix        | %           |
| -------------- | -------------------- | -------------- | ------------ | ------------ | ----------- | ----------- |
|                | François Richou *    | Diss.PS        | 1 371        | 30,95        | 2 074       | 56,81       |
|                | Rodolphe Llavori     | PS             | 1 065        | 24,04        | 1 577       | 43,19       |
|                | Marie Louis          | UMP            | 811          | 18,31        |             |             |
|                | Benoît Careil        | Verts          | 442          | 9,98         |             |             |
|                | Nicolas Boucher      | MoDem          | 404          | 9,12         |             |             |
|                | Nicolas Joly         | FN             | 173          | 3,91         |             |             |
|                | Carole Le Trionnaire | PCF            | 164          | 3,70         |             |             |
|                |                      |                |              |              |             |             |
| Inscrits       | Inscrits             | Inscrits       | 9 021        | 100,00       | 9 021       | 100,00      |
| Abstention     | Abstention           | Abstention     | 4 500        | 49,88        | 4 827       | 53,51       |
| Votants        | Votants              | Votants        | 4 521        | 57,45        | 4 194       | 46,49       |
| Blancs et nuls | Blancs et nuls       | Blancs et nuls | 91           | 2,01         | 543         | 12,95       |
| Exprimés       | Exprimés             | Exprimés       | 4 430        | 97,99        | 3 651       | 87,05       |

*sortant

### Canton de Saint-Aubin-du-Cormier
| Candidats      | Candidats          | Étiquette      | Premier tour | Premier tour | Second tour | Second tour |
| Candidats      | Candidats          | Étiquette      | Voix         | %            | Voix        | %           |
| -------------- | ------------------ | -------------- | ------------ | ------------ | ----------- | ----------- |
|                | Jean Taillandier * | PRG            | 2 720        | 49,60        | 2 958       | 65,24       |
|                | Joseph Érard       | MoDem          | 1 444        | 26,33        | 1 576       | 34,76       |
|                | Pierre Renault     | App.UMP        | 708          | 12,91        |             |             |
|                | Jean-Loup Le Cuff  | UDB            | 612          | 11,16        |             |             |
|                |                    |                |              |              |             |             |
| Inscrits       | Inscrits           | Inscrits       | 7 437        | 100,00       | 7 437       | 100,00      |
| Abstention     | Abstention         | Abstention     | 1 720        | 23,13        | 2 676       | 35,98       |
| Votants        | Votants            | Votants        | 5 717        | 76,87        | 4 761       | 64,02       |
| Blancs et nuls | Blancs et nuls     | Blancs et nuls | 233          | 4,08         | 227         | 4,77        |
| Exprimés       | Exprimés           | Exprimés       | 5 484        | 95,92        | 4 534       | 95,23       |

*sortant

### Canton de Saint-Malo-Nord
| Candidats      | Candidats             | Étiquette      | Premier tour | Premier tour |
| Candidats      | Candidats             | Étiquette      | Voix         | %            |
| -------------- | --------------------- | -------------- | ------------ | ------------ |
|                | Catherine Jacquemin * | UMP            | 6 198        | 51,11        |
|                | Denise Caron          | PS             | 3 408        | 28,10        |
|                | Yannick Le Brelot     | Verts          | 1 660        | 13,69        |
|                | Jean-Charles Le Sager | PCF            | 860          | 7,09         |
|                |                       |                |              |              |
| Inscrits       | Inscrits              | Inscrits       | 21 861       | 100,00       |
| Abstention     | Abstention            | Abstention     | 9 315        | 42,61        |
| Votants        | Votants               | Votants        | 12 546       | 57,39        |
| Blancs et nuls | Blancs et nuls        | Blancs et nuls | 420          | 3,35         |
| Exprimés       | Exprimés              | Exprimés       | 12 126       | 96,65        |

*sortant

### Canton de Saint-Méen-le-Grand
| Candidats      | Candidats        | Étiquette      | Premier tour | Premier tour | Second tour | Second tour |
| Candidats      | Candidats        | Étiquette      | Voix         | %            | Voix        | %           |
| -------------- | ---------------- | -------------- | ------------ | ------------ | ----------- | ----------- |
|                | Maurice Théaud * | UMP            | 2 782        | 49,27        | 2 550       | 45,99       |
|                | Armel Jalu       | App.PS         | 2 604        | 46,11        | 2 995       | 54,01       |
|                | Pascal Durand    | PCF            | 261          | 4,62         |             |             |
|                |                  |                |              |              |             |             |
| Inscrits       | Inscrits         | Inscrits       | 7 401        | 100,00       | 7 401       | 100,00      |
| Abstention     | Abstention       | Abstention     | 1 588        | 21,46        | 1 723       | 23,28       |
| Votants        | Votants          | Votants        | 5 813        | 78,54        | 5 678       | 76,72       |
| Blancs et nuls | Blancs et nuls   | Blancs et nuls | 166          | 2,86         | 133         | 2,34        |
| Exprimés       | Exprimés         | Exprimés       | 5 647        | 97,14        | 5 545       | 97,66       |

*sortant

### Canton de Tinténiac
| Candidats      | Candidats           | Étiquette      | Premier tour | Premier tour |
| Candidats      | Candidats           | Étiquette      | Voix         | %            |
| -------------- | ------------------- | -------------- | ------------ | ------------ |
|                | André Lefeuvre *    | PRG            | 4 034        | 67,71        |
|                | Jean-Virgile Crance | UMP            | 1 557        | 26,13        |
|                | Fabien Paboeuf      | PCF            | 367          | 6,16         |
|                |                     |                |              |              |
| Inscrits       | Inscrits            | Inscrits       | 7 771        | 100,00       |
| Abstention     | Abstention          | Abstention     | 1 596        | 20,54        |
| Votants        | Votants             | Votants        | 6 175        | 79,46        |
| Blancs et nuls | Blancs et nuls      | Blancs et nuls | 217          | 3,51         |
| Exprimés       | Exprimés            | Exprimés       | 5 958        | 96,49        |

*sortant

### Canton de Vitré-Est
Joseph Prodhomme UMP, élu depuis 2001 ne se représente pas.
| Candidats      | Candidats                   | Étiquette      | Premier tour | Premier tour | Second tour | Second tour |
| Candidats      | Candidats                   | Étiquette      | Voix         | %            | Voix        | %           |
| -------------- | --------------------------- | -------------- | ------------ | ------------ | ----------- | ----------- |
|                | Isabelle Le Callennec       | UMP (*)        | 4 618        | 43,74        | 4 466       | 55,44       |
|                | Noëlle Tireau               | PS             | 2 561        | 24,26        | 2 528       | 31,38       |
|                | Pierre-Yves Martin          | MoDem          | 1 671        | 15,83        | 1 062       | 13,18       |
|                | Christophe Nicoud           | PRG            | 646          | 6,12         |             |             |
|                | Cédric Abdilla              | FN             | 396          | 3,75         |             |             |
|                | Arnaud Collinet de la Salle | DVD            | 334          | 3,16         |             |             |
|                | Yannick Tizon               | PCF            | 331          | 3,14         |             |             |
|                |                             |                |              |              |             |             |
| Inscrits       | Inscrits                    | Inscrits       | 16 540       | 100,00       | 16 540      | 100,00      |
| Abstention     | Abstention                  | Abstention     | 5 478        | 33,12        | 8 289       | 50,12       |
| Votants        | Votants                     | Votants        | 11 062       | 66,88        | 8 251       | 49,88       |
| Blancs et nuls | Blancs et nuls              | Blancs et nuls | 505          | 4,57         | 195         | 2,36        |
| Exprimés       | Exprimés                    | Exprimés       | 10 557       | 95,43        | 8 056       | 97,64       |